# 彼得罗·斯佩恰莱
彼得罗·斯佩恰莱（義大利語：Pietro Speciale，1876年9月29日—1945年11月9日），意大利男子击剑运动员。他曾获得1912年夏季奥运会男子花剑个人银牌和1920年夏季奥运会男子花剑团体金牌。